# Sabacon siskiyou
Espèce
Sabacon siskiyou est une espèce d'opilions dyspnois de la famille des Sabaconidae.

## Distribution
Cette espèce est endémique des États-Unis. Elle se rencontre en Californie dans les comtés de Siskiyou, d'El Dorado et de Madera et en Oregon dans le comté de Benton.

## Description
Le mâle paratype mesure 2,49 mm et la femelle paratype 2,77 mm.

## Systématique et taxinomie
Cette espèce a été décrite par Shear en 1975.

## Étymologie
Son nom d'espèce lui a été donné en référence au lieu de sa découverte, le comté de Siskiyou.

## Publication originale
- Shear, 1975 : « The opilionid genera Sabacon and Tomicomerus in America (Opiliones, Troguloidea, Ischyropsalidae). » The Journal of Arachnology, vol. 3, no 1, p. 5–29 (texte intégral).